# Ypthima aquillius
Ypthima aquillius är en fjärilsart som beskrevs av Hans Fruhstorfer 1911. Ypthima aquillius ingår i släktet Ypthima och familjen praktfjärilar. Inga underarter finns listade i Catalogue of Life.